# Cirrodistis benedicta
Cirrodistis benedicta är en fjärilsart som beskrevs av Dyar 1912. Cirrodistis benedicta ingår i släktet Cirrodistis och familjen nattflyn. Inga underarter finns listade i Catalogue of Life.